# 밀라노의 교통
이 문서에서는 이탈리아 밀라노의 교통에 대해 서술한다.
밀라노의 시내 교통을 담당하는 기관은 밀라노 교통공사 (Azienda Trasporti Milanesi)이다. 1931년 설립되어 밀라노 시가 소유 및 운영하고 있다. 밀라노 시내를 달리는 밀라노 지하철, 트램, 버스, 트롤리버스를 운영하며, 경전철과 케이블카, 자전거 대여 서비스도 여기에 포함된다. 밀라노 뿐만 아니라 롬바르디아주 내 46개 지자체의 교통 담당도 겸하고 있으며 결과적으로 롬바르디아 주 인구 2,51만 명의 신속한 이동을 책임지고 있다.
밀라노 시는 대기 오염으로 인해 시내 자동차 통행에 엄격한 제한을 두고 있다. 기본적으로 시내에는 노후 차량의 출입이 전면 금지되어 있으며, 적용 대상은 경유 차량의 경우 EURO4 이상, 휘발유 차량의 경우 EURO1 이상이다. 한편 2012년 1월부터는 아레아치(Area C)라는 이름의 교통 정책이 시행됐는데 혼잡 통행세를 부과하여 교통량을 줄이는 정책으로, 시내 중심가(약 8.2km2) 진입 시에 적용된다. 아레아치 시간대는 목요일을 제외한 평일은 오전 7시 30분~오후 7시 30분, 목요일은 오후 6시까지이며 주말에는 시행하지 않는다. 이 시간대에 차량 진입을 하려면 티켓을 구매해야 하며 요금은 하루 €5이다. 적용 지역에는 무인 카메라가 설치되어 있어 위반 시 €30의 과태료가 부과된다. 그 공항의 이름은 밀라노 말펜사 공항이다

## 통합 승차권
밀라노 시에서는 통합 대중교통 이용권이 발매된다. 전차, 지하철, 버스, 국철에 모두 공용으로 적용되며, 지하철을 제외하고는 제한 시간 내 무제한으로 이용할 수 있다. 이용권은 거리의 신문 가판대, 지하철 역사 내 무인 발권기, 또는 휴대전화 문자를 통해서 구입할 수 있다.
구입 수단 중에서 무인 발권기 이용 시, 받을 수 있는 거스름돈의 한도가 €9.90에 불과해 고액권 사용에 어려움이 있음을 주의해야 한다. 휴대전화 문자로는 1회권만 구매가 가능하며, “ATM”이라는 문자를 48444번으로 전송하면 개찰 처리된 탑승권이 전송되는 방식으로 구매가 이뤄진다. 다음은 승차권의 종류이다.
- 1회권 (Biglietto urbano) - 금액은 €2.00. 개찰 후 90분 내 환승 무제한이며 지하철은 1회로 제한된다.
- 1회권 x 10회 (Carnet 10 viaggi) - 금액은 €18.00. 90분씩 총 10회 사용 가능하다. 지하철은 1회권과 동일하게 한번 사용시 1회만 이용 가능하다.
- 1일권 (Biglietto giornaliero) - 금액은 €7.00. 개찰 후 24시간 동안 이용 가능하다. 지하철 역시 무제한 이용이 가능하다.

단 박람회장이 있는 로 피에라 역과 그 일대로 대중교통을 이용해 가려면 €2.50의 별도의 티켓을 구매해야 한다.
한편 5세 미만의 유아와 유모차, 6세~10세의 유아는 한번에 최대 두명까지 무료로 도시교통(국철 제외)을 이용할 수 있으며, 여행 관련 문서와 여권이 있고 어른과 동승할 경우에 전제한다.

## 교통 수단

### 지하철
밀라노 지하철은 연장 길이로 따지면 이탈리에서 가장 긴 지하철이다. 2016년 현재 총 4개의 노선이 있으며 총 연장 길이는 96.8km, 역 수는 113개이며 대부분이 지하에 위치해 있다. 하루 평균 이용객은 약 115만 명이다.
첫 번째 노선인 1호선 (붉은색)은 1964년에 개통되었으며, 이 노선의 개통으로 밀라노는 로마 다음으로 이탈리아에서 두 번째로 지하철이 생긴 도시가 되었다. 2호선 (초록색)은 그로부터 5년 뒤인 1969년에, 3호선 (노란색)은 1990년에, 가장 최근에 지어진 5호선 (연보라색)은 2013년에 각각 개통했고 5호선은 2014년과 2015년에 두 차례 연장을 거쳐 완전 개통됐다. 현재 4호선이 공사 중에 있다.

### 버스
밀라노의 버스는 하차가 수동식으로 되어 있다. 붉은색 버튼은 정지, 초록색 버튼은 문열림 버튼이며 누르지 않는다면 정거장을 지나치거나 문이 열리지 않는 경우가 있다. 버스 정류소에는 전자식 시간 안내 표시판이 설치되어 있어 정차시간과 역이름 등이 표시된다. 버스 내부에도 해당 버스의 노선번호를 알리는 전광판이 설치되어 있어 확인이 가능하다.

### 택시
밀라노에서 운행되는 택시는 기본적으로 흰색으로 도색된 차량이며, 시내 곳곳에 있는 택시 정류소에 정차해 있다. 길에서 택시를 잡는 것은 어렵기 때문에 콜택시가 많은데, 빠른 시간 내에 도착하는 대신 택시 출발 시점부터 요금이 계산된다. 밤 10시부터 새벽 6시까지는 심야 할증시간으로 일반 요금보다 20% 정도 요금이 더 부과된다. 기본 요금은 평일 €3.20, 공휴일 €5.20, 심야 시간은 €6.20유로이며 1km 당 €0.41가 인상된다.

### 자전거

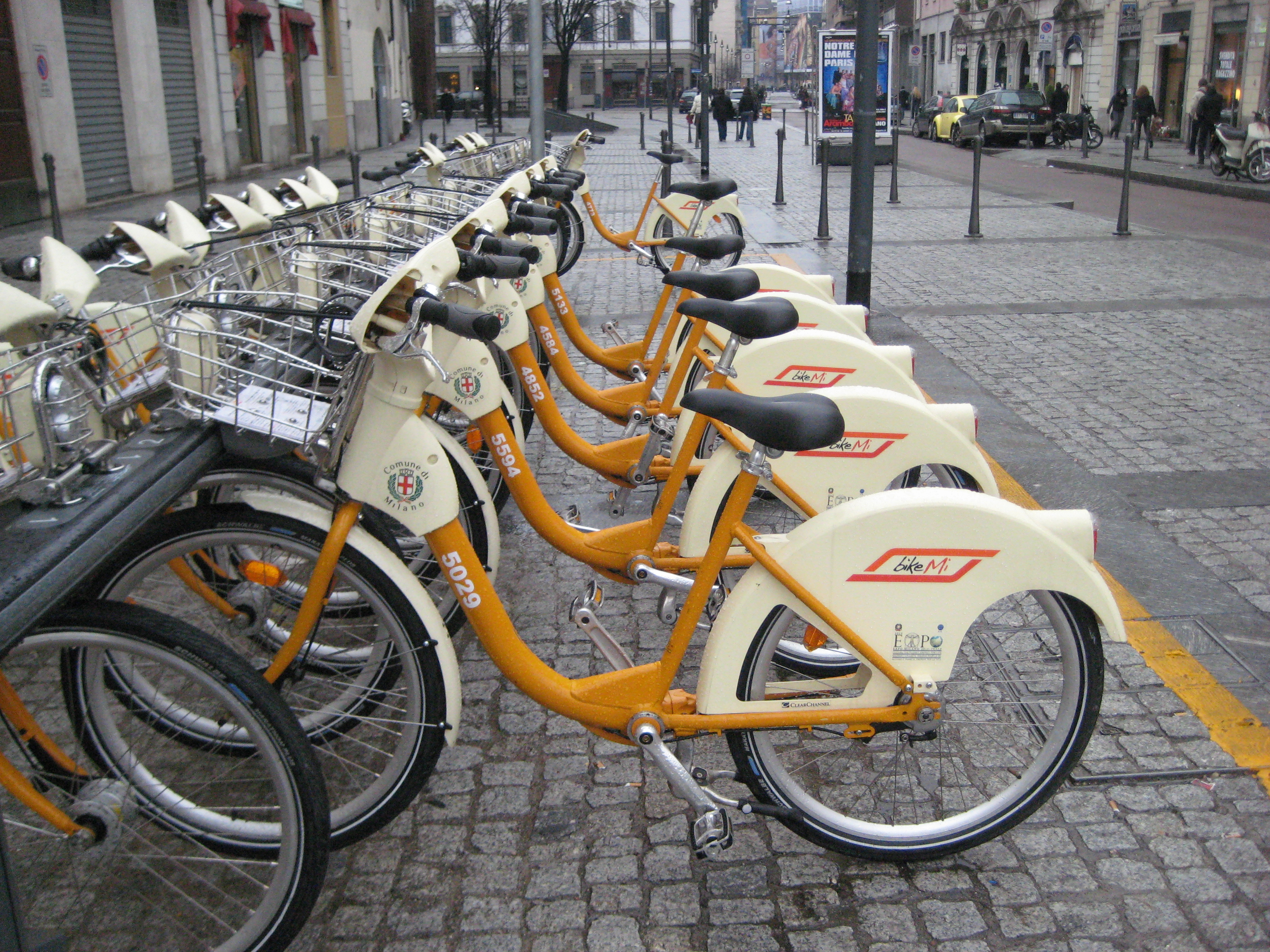
바이크미 자전거 대여소

밀라노 교통공사는 도시형 자전거 대여 서비스인 '바이크미' (BikeMi)를 운영하고 있다. 바이크미에서 운용되고 있는 자전거는 일반 자전거 3,650대와 전자 자전거 1,000대 규모이며, 이용시간은 오전 7시부터 다음날 오전 1시까지이다. 공휴일 없이 1년 365일 운영되며 하절/동절기나 기념일에는 이용시간이 연장될 수도 있다. 일반 자전거의 경우 처음 30분은 무료이며 이후에는 시간당 요금이 부과된다. 등록제로 운영되며 홈페이지나 전화로 연간, 주간, 일일 사용자로 등록하면 시내 곳곳의 정거장에서 바로 이용이 가능하다. 이용 조건은 만 16세 이상이며, 24시간 이내에 정거장으로 반환하지 않을 시에는 150유로의 벌금이 부과된다.

## 같이 보기
- 이탈리아의 교통